# 周维寅
周维寅（1895年—1949年），字恭甫，号天星，湖南沅江人。国民革命军第十集团军中将参谋长。 

## 經歷
1895年生于沅江县三眼塘镇。县立高等小学堂毕业后,相继就读于湖南陆军小学、武昌陆军第二预备学校、保定陆军军官学校。1916年冬任湖南陆军第二炮兵团第二连副连长、连长，湘军第八混成旅炮兵营营长，驻防澧州，以少胜众，攻破吴佩孚北军。后调唐生智部下，参加护法战争，升任第十四团团长。1926年参加北伐，驻防祁阳，率部驰援被叶开鑫部队围困的友军，激战两昼夜，收复邵阳，旋即跟踪追击，与友军迭克宁乡、益阳、常德、桃源。升任十二旅旅长，率部经湘阴进攻岳阳，追击吴佩孚部，协同何键师合围汉阳，与张发奎部会师武昌城下。秋末，随大军兼程北进，相继攻克广水、武胜关。1927年2月晋升三十六军三师师长。同年夏，与友军连克漯河、临颖，与冯玉祥所部会师郑州，随即升为三十六军副军长兼三师师长。 
1927年寧漢分裂後，三十六军回师武汉。8月奉令武漢政府讨蒋，率第三师由九江进攻，配合东征军行动。后调任十二军副军长并代军长，参加第二次北伐，以破竹之势直下北平。他呈请带职入陆军大学学习，1931年毕业后任国民政府军事参议院军事厅中将厅长。 
1937年7月抗日战争爆发后，兼任第十集团军中将参谋长，驻防杭州及温州沿海一带,提出既能阻敌前进、又能保护新建的钱塘江大桥的方案。11月奉陈诚令，指挥第六十二、七十五两师及第四、五两旅在金山卫等地与日军展开激战。1938年11月回军事参议院任中将参议，直至抗日战争胜利。1946年國共内战爆發後，呈请退役还乡。乡居之日，他捐资修建海上小学，并捐山田3石以充常费；捐垸田470亩，资助县中学和本乡中心小学。 
1949年8月4日，参与唐生智等湖南各界人士署名响应程潜、陈明仁领衔发出的起义通电，并吁请西南西北绥靖主任及各省主席等迅速采取一致行动，響應中國共產黨。1949年12月7日长沙被中國共產黨接管后，即从省城返回沅江，筹措谷物支援中國人民解放军进军大西南。当他发完粮食回家时，却发现区委土改工作组的领导和刚才那些装船的搬运工正在家里等待着他，向他交待了中共的土改政策，并警告他，要其交出金银财宝和田地，自觉的改造成为自食其力的劳动者，那些搬运工更是高呼口号：打倒官僚地主周维寅，打倒国民党的残渣余孽周维寅！斗争会一直持續到深夜，更有那些平时从未进这座别墅的农民來到房内屋外，直到很晚才离去。 第二天人们再去找他时，却发现他们夫妻两双双吊死在这栋别墅里，表情十分痛苦。